# Adriana Bisi Fabbri

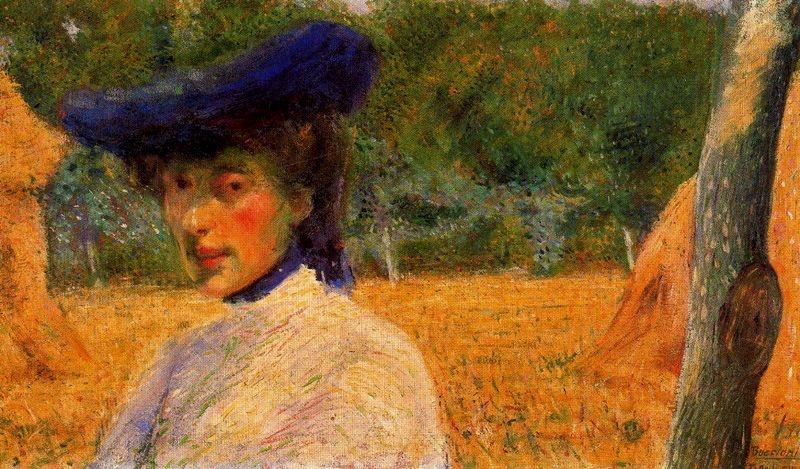
Adriana Bisi Fabbri. Gemälde von Umberto Boccioni, 1907

Adriana Bisi Fabbri (* 1. September 1881 in Ferrara, Italien; † 29. Mai 1918 in Travedona-Monate, Italien) war eine italienische Malerin und Karikaturistin. Sie war Autodidaktin und arbeitete als einzige italienische Karikaturistin der Jahrhundertwende für verschiedene Zeitungen.

## Leben und Werk

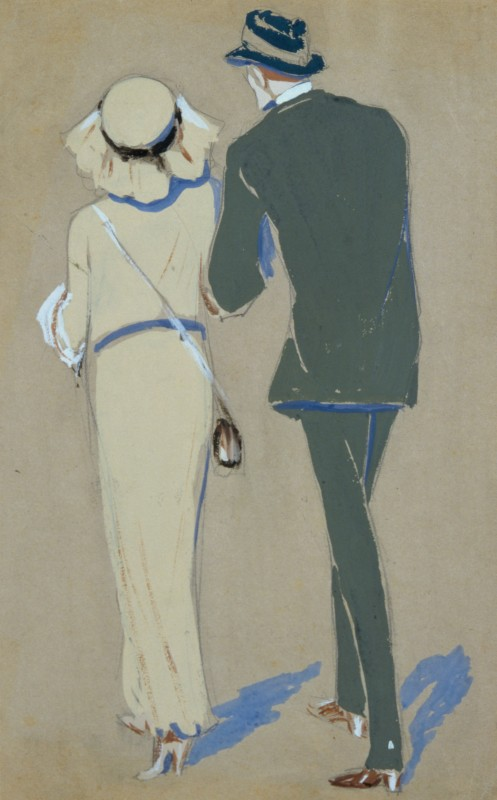
All’ippodromo, 1913

Bisi Fabbri war die Tochter von Aldo und Olga Mantovani. Nachdem ihr Vater sein Geld in Casinos verspielt hatte, segelte er nach Rio und ließ seine Frau und drei Kinder mittellos zurück. Sie verbrachte einen Großteil ihrer Kindheit in Padua im Haus ihrer Tante Cecilia Boccioni, der Mutter ihres Cousins Umberto Boccioni. Hier schloss sie Freundschaft mit Umbertos Schwester Amelia, die später nach dem Tod ihres Mannes ihr zweites Kind adoptierte. Als Autodidaktin reiste sie, traf Künstler, besuchte Museen und Ausstellungen, um künstlerische Techniken zu lernen und zu experimentieren. 1905 war sie auf der Biennale di Venezia und zog mit ihrer Familie nach Mailand. Sie besuchte die Ateliers von Luigi Conconi und Gaetano Previati, dessen Techniken mit breiten Pinselstrichen sie in ihren ersten Ölgemälden aufgreift. Im März 1906 debütierte sie in einer Gruppenausstellung der Gesellschaft der Schönen Künste von Verona.
1907 heiratete sie den Journalisten Giannetto Bisi, mit dem sie von 1907 bis 1913 in Bergamo, Mantua und ab 1914 in Mailand lebte. Nach der Geburt zweier Söhne begann sie mit verschiedenen Zeitungen zusammenzuarbeiten, um Cover und Cartoons zu erstellen. Im Februar 1908 stellte sie auf der Skizzenausstellung des Künstlerkreises von Bergamo aus, im Mai bei der zweiten Quadriennale der Schönen Künste in Turin, im Juli bei der Ausstellung des Bergamo Artistic Circle. In den Ausgaben Mai und Juli 1910 veröffentlichte die Sonntagszeitung ihre Zeichnungen auf dem Titelblatt, im August nahm sie an der Triennale-Ausstellung der Carrara-Akademie in Bergamo und an der Ausstellung von Skizzen, Aquarellen und Fotografien der Società Incoraggiamento Arti e Mestieri von Vicenza teil. Im Dezember stellte sie drei Karikaturen auf der 1. Internationalen Kunstausstellung für Frauen in Turin aus, die von der Zeitschrift La donna organisiert wurde.
1911 wurde sie von Umberto Boccioni eingeladen, an der Prima Esposizione Libera in Mailand teilzunehmen. Im Juni desselben Jahres nahm sie an der Prima Esposizione Internationale di Umorismo im Frigidarium von Rivoli teil und gewann eine Bronzemedaille. Später im selben Jahr nahm sie an der 1. Esposizione Libera teil, die in Mailand von Boccioni und anderen futuristischen Intellektuellen organisiert wurde. In späteren Jahren nahm sie an weiteren Gruppenausstellungen teil, unter anderem im Ca’ Pesaro in Venedig, der Famiglia Artistica und der Società per le Belle Arti ed Esposizione Permanente in Mailand.
1914 wurde sie Mitglied der Gruppe Nuove Tendenze und organisierte eine Einzelausstellung mit 51 Werken im Mailänder Geschäft der Firma Enrico Finzi. Ab 1915 widmete sie sich hauptsächlich der Karikatur und der Illustration von Artikeln und signierte mit Adrì. Erst als im Mai 1916 nach Mailand zog, hatte sie ein eigenes Maleratelier.
Sie war auch als Porträtistin gefragt und während des Ersten Weltkriegs wurden viele ihrer politischen Karikaturen in Il Popolo d’Italia veröffentlicht. Sie arbeitete auch für La Domenica Illustrata und schuf Modeskizzen für das von Domenico Ventura gegründete Couture-Haus.
Von 1907 bis zu ihrem Tod produzierte sie Tausende von Illustrationen, Zeichnungen, Cartoons, Modeskizzen, Poster, Gemälde und Hunderte von Auftragsporträts, die sie in nationalen Veranstaltungsorten ausstellte, wie in Bergamo, Turin, Venedig und schließlich in Mailand.
Sie starb im Alter von 37 Jahren am 29. Mai 1918 in Travedona-Monate an der Spanischen Grippe.
Seit 1957 werden im Historischen Museum von Bersaglieri und im Nationalen Kupferstichkabinett in Rom ihre Karikaturen und Zeichnungen ausgestellt.

## Gemälde von Andriana Bisi Fabbri (Auswahl)

Kirche Sant’Alessandro, Bergamo, 1911
Porträt des Fliegers Jorge Chávez, 1912
Porträt, 1917
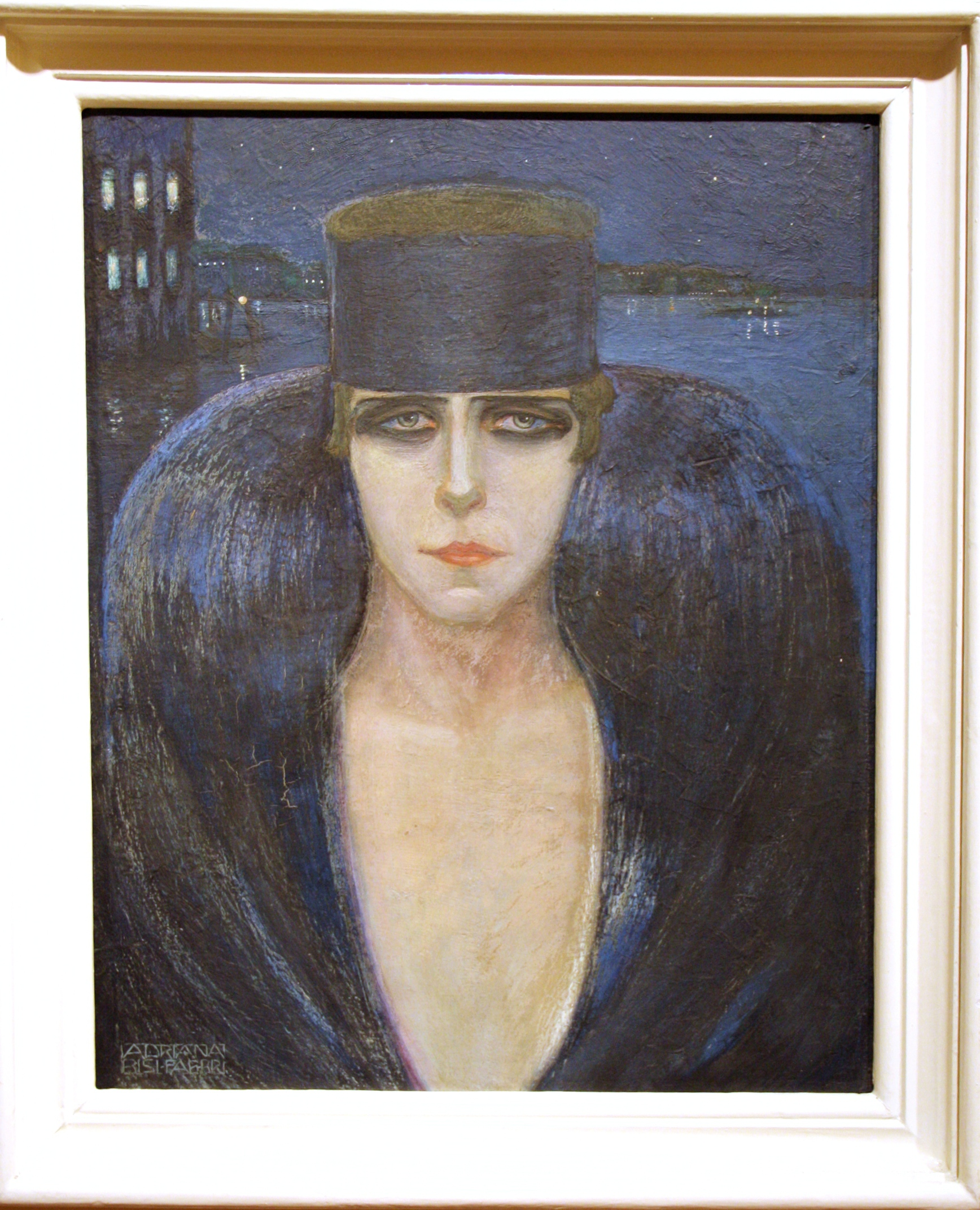
Porträt von Prinzessin Pignatelli (Luisa Casati), spätestens 1918
Militärkrankenhaus, 1916
Teatro dei burattini, 1913

## Ausstellungen (Auswahl)
- 1914: Nuove Tendenze, Mailand
- 2020: Intelligence has no gender. Adriana Bisi Fabbri and the network of arts (1900 – 1918), Museo del Novecento, Mailand[4][5]
- 2023: Precorrere i tempi, Mailand[6]